# Ліоті (Канзас)
Ліоті (англ. Leoti) — місто (англ. city) в США, в окрузі Вічита штату Канзас. Населення — 1475 осіб (2020).

## Географія
Ліоті розташоване за координатами 38°29′0″ пн. ш. 101°21′26″ зх. д. / 38.48333° пн. ш. 101.35722° зх. д. (38.483348, -101.357326).  За даними Бюро перепису населення США в 2010 році місто мало площу 3,40 км², уся площа — суходіл.

## Демографія
Згідно з переписом 2010 року, у місті мешкали 1534 особи в 607 домогосподарствах у складі 419 родин. Густота населення становила 451 особа/км².  Було 708 помешкань (208/км²).
Расовий склад населення:
| - 85,8 % — білих - 0,7 % — чорних або афроамериканців - 0,6 % — корінних американців - 0,1 % — азіатів - 10,8 % — осіб інших рас |

До двох чи більше рас належало 2,1 %. Частка іспаномовних становила 31,6 % від усіх жителів.
За віковим діапазоном населення розподілялося таким чином: 29,1 % — особи молодші 18 років, 53,2 % — особи у віці 18—64 років, 17,7 % — особи у віці 65 років та старші. Медіана віку мешканця становила 37,4 року. На 100 осіб жіночої статі у місті припадало 99,0 чоловіків;  на 100 жінок у віці від 18 років та старших — 98,4 чоловіків також старших 18 років.
Середній дохід на одне домашнє господарство  становив 56 428 доларів США (медіана — 53 929), а середній дохід на одну сім'ю — 54 556 доларів (медіана — 42 163). За межею бідності перебувало 12,1 % осіб, у тому числі 11,5 % дітей у віці до 18 років та 15,2 % осіб у віці 65 років та старших.
Цивільне працевлаштоване населення становило 666 осіб. Основні галузі зайнятості: сільське господарство, лісництво, риболовля — 29,0 %, освіта, охорона здоров'я та соціальна допомога — 23,7 %, транспорт — 7,5 %, виробництво — 6,3 %.